# انتخابات الرئاسة الصينية 2018
جرت الانتخابات الرئاسية لجمهورية الصين الشعبية لعام 2018 في 17 مارس 2018، حيث أُعِيد انتخاب شي جين بينغ رئيسًا لجمهورية الصين الشعبية لفترة رئاسية ثانية عقب الانتخاب بالإجماع من قبل مجلس الشعب الصيني ليتولى الفترة الرئاسية الثانية على التوالي لمدة 5 سنوات.

## الأصوات
حصل شي على 2952 صوتا بالإجماع من قبل مجلس الشعب الصيني بنسبة تصويت 100%. وذلك بعد قيام البرلمان بتعديل الدستور الصيني والذي كان يحدد بقاء الرئيس في منصبه لولايتين اذ قام البرلمان بإلغاء تحديد فترات بقاء رئيس البلاد في السلطة في أول مارس 2018 قبل الانتخابات بأسبوع.

## حلف اليمين
أقسم شي بالولاء للدستور الجديد بعد انتخابه مباشرة اذ تعبر هذه المرة الأولى أن يؤدي رئيس الصين قسما دستوريا عند توليه مهام منصبه، ونص القسم على: "اتعهد بالولاء لدستور جمهورية الصين الشعبية وحماية السلطة الدستورية والوفاء بالتزاماتي القانونية وأتعهد بالولاء للدولة والشعب والالتزام والإخلاص في أداء الواجب وقبول رقابة الشعب والعمل من أجل دولة اشتراكية حديثة عظيمة ومزدهرة وقوية وديمقراطية ومتحضرة ومتناغمة وجميلة."